# Élections régionales de 2015 dans les Pouilles
Les élections régionales de 2015 dans les Pouilles se sont tenues le 31 mai 2015, afin d'élire les 51 membres du conseil régional de la région des Pouilles pour un mandat de cinq ans.

## Mode de scrutin

Région des Pouilles.

Les Pouilles sont une région italienne à statut simple. Le conseil régional ainsi que son président sont élus simultanément au suffrage universel direct. Les 50 conseillers sont élus au scrutin proportionnel plurinominal avec listes ouvertes, panachage, vote préférentiel et seuil électoral de 8 %, tandis que le président est élu au scrutin uninominal majoritaire à un tour. Ce dernier se présente obligatoirement en tant que candidat d'une liste en lice pour le conseil régional, ce qui interdit de fait les candidatures sans étiquettes.
La liste du président élu reçoit d'emblée une prime majoritaire portant sa part des sièges au minimum à la majorité absolue du total. La liste reçoit ainsi 27 sièges si elle est arrivée en tête avec moins de 35 % des suffrages, 28 sièges si elle a obtenu entre 35 et 40 %, et 29 sièges au delà de 40 %. Les sièges restants sont ensuite repartis à la proportionnelle aux différentes listes ayant franchi le seuil électoral, et à leurs candidats en fonction des votes préférentiels qu'ils ont recueillis. Le seuil de 8 % est abaissé à 4 % pour les listes se présentant au sein d'une coalition ayant atteint le seuil de base. Par ailleurs, le président élu devient de droit membre du conseil, ce qui porte le total de conseillers à 51.

### Modalités
L'électeur vote sur un même bulletin pour un candidat à la présidence et pour la liste d'un parti. Il a la possibilité d'exprimer ce vote de plusieurs façons.
- Soit voter pour une liste, auquel cas son vote s'ajoute également à ceux pour le candidat à la présidence soutenu par la liste. Il a également la possibilité d'exprimer un vote préférentiel pour un candidat de son choix sur la liste en écrivant son nom.
- Soit ne voter que pour un candidat à la présidence, auquel cas son vote n'est pas étendu à sa liste.
- Soit préciser son vote pour un candidat et son vote pour une liste. Contrairement à plusieurs autres régions italiennes, l'électeur peut effectuer un panachage en choisissant un candidat à la présidence et une liste ne faisant pas partie de celles soutenant le candidat choisi[1].

### Répartition des sièges
| Provinces              | Sièges | +/- |  |
| Bari                   | 12     | 8   |  |
| Barletta-Andria-Trani  | 7      | 2   |  |
| Brindisi               | 4      | 4   |  |
| Foggia                 | 8      | 4   |  |
| Lecce                  | 11     | 2   |  |
| Tarente                | 8      | 2   |  |
| Président de la région | 1      | 1   |  |
| Total                  | 51     | 19  |  |

## Résultats
|                                       |                                       |            |            |                      |                                            |                                          |           |         |         |               |               |       |  |  |
| Présidence                            | Présidence                            | Présidence | Présidence | Présidence           | Conseil                                    | Conseil                                  | Conseil   | Conseil | Conseil | Conseil       | Conseil       | Total |  |  |
| Candidats                             | Candidats                             | Votes      | %          | Sièges               | Partis                                     | Partis                                   | Votes     | %       | +/-     | Sièges        | +/-           | Total |  |  |
|                                       | Michele Emiliano (PD)                 | 793 831    | 47,12      | 1                    |                                            |                                          |           |         |         |               |               |       |  |  |
|                                       | Michele Emiliano (PD)                 | 793 831    | 47,12      | 1                    | Parti démocrate (PD)                       | 316 876                                  | 19,80     | 0,95    | 13      | 6             |               |       |  |  |
|                                       | Michele Emiliano (PD)                 | 793 831    | 47,12      | 1                    | Emiliano pour la présidence (SC-IdV-PdS)   | 155 840                                  | 9,74      | 3,27    | 6       | 1             |               |       |  |  |
|                                       | Michele Emiliano (PD)                 | 793 831    | 47,12      | 1                    | Nous à Gauche pour les Pouilles (avec SEL) | 108 920                                  | 6,81      | 2,93    | 4       | 5             |               |       |  |  |
|                                       | Michele Emiliano (PD)                 | 793 831    | 47,12      | 1                    | Populaires (UdC-CD-RI)                     | 99 021                                   | 6,19      | 0,31    | 3       | 1             |               |       |  |  |
|                                       | Michele Emiliano (PD)                 | 793 831    | 47,12      | 1                    | Les Pouilles avec Emiliano                 | 68 366                                   | 4,27      | 1,26    | 3       | 2             |               |       |  |  |
|                                       | Michele Emiliano (PD)                 | 793 831    | 47,12      | 1                    | Parti des communistes italiens (PdCI)      | 10 398                                   | 0,65      | Nv.     | –       | en stagnation |               |       |  |  |
|                                       | Michele Emiliano (PD)                 | 793 831    | 47,12      | 1                    | Retraités et Invalides - Jeunes ensemble   | 6 712                                    | 0,42      | Nv.     | –       | en stagnation |               |       |  |  |
|                                       | Michele Emiliano (PD)                 | 793 831    | 47,12      | 1                    | Populaires pour l'Italie (PpI)             | 6 575                                    | 0,41      | Nv.     | –       | en stagnation |               |       |  |  |
| Total Centre-gauche                   | Total Centre-gauche                   | 793 831    | 47,12      | 1                    | 772 708                                    | 48,28                                    | 2,23      | 29      | 9       | 30            |               |       |  |  |
|                                       | Antonella Laricchia                   | 310 304    | 18,42      | –                    |                                            | Mouvement 5 étoiles (M5S)                | 275 114   | 17,19   | Nv.     | 8             | 8             | 8     |  |  |
|                                       | Francesco Schittulli                  | 308 168    | 18,29      | –                    |                                            |                                          |           |         |         |               |               |       |  |  |
|                                       | Francesco Schittulli                  | 308 168    | 18,29      | –                    | Plus loin avec Fitto                       | 155 771                                  | 9,73      | Nv.     | 4       | 4             |               |       |  |  |
|                                       | Francesco Schittulli                  | 308 168    | 18,29      | –                    | Liste commune MPS-AP                       | 101 817                                  | 6,36      | Nv.     | 4       | 4             |               |       |  |  |
|                                       | Francesco Schittulli                  | 308 168    | 18,29      | –                    | Frères d'Italie (FdI)                      | 39 164                                   | 2,45      | Nv.     | –       | en stagnation |               |       |  |  |
| Total Schittulli pour la présidence   | Total Schittulli pour la présidence   | 308 168    | 18,29      | –                    | 296 752                                    | 18,54                                    | Nv.       | 8       | 8       | 8             |               |       |  |  |
|                                       | Adriana Poli Bortone                  | 242 641    | 14,40      | –                    |                                            |                                          |           |         |         |               |               |       |  |  |
|                                       | Adriana Poli Bortone                  | 242 641    | 14,40      | –                    | Forza Italia (FI) (av. LAM)                | 181 896                                  | 11,37     | 19,73   | 5       | 15            |               |       |  |  |
|                                       | Adriana Poli Bortone                  | 242 641    | 14,40      | –                    | Nous avec Salvini (NcS)                    | 38 661                                   | 2,42      | Nv.     | –       | en stagnation |               |       |  |  |
|                                       | Adriana Poli Bortone                  | 242 641    | 14,40      | –                    | Pouilles nationales                        | 9 186                                    | 0,57      | Nv.     | –       | en stagnation |               |       |  |  |
|                                       | Adriana Poli Bortone                  | 242 641    | 14,40      | –                    | Parti libéral italien (PLI)                | 1 797                                    | 0,11      | Abs.    | –       | en stagnation |               |       |  |  |
| Total Poli Bortone pour la présidence | Total Poli Bortone pour la présidence | 242 641    | 14,40      | –                    | 231 540                                    | 14,47                                    | 5,04      | 5       | 1       | 5             |               |       |  |  |
|                                       | Riccardo Rossi (AET)                  | 17 110     | 1,02       | –                    |                                            | Les Autres Pouilles (av. PRC)            | 14 513    | 0,91    | Nv.     | 0             | en stagnation | 0     |  |  |
|                                       | Gregorio Mariggiò                     | 7 559      | 0,45       | –                    |                                            | Fédération des Verts (FdV)               | 6 278     | 0,39    | N/A     | 0             | en stagnation | 0     |  |  |
|                                       | Michele Rizzi                         | 5 056      | 0,30       | –                    |                                            | Parti de l'Alternative communiste (PdAC) | 3 414     | 0,21    | 0,09    | 0             | en stagnation | 0     |  |  |
|                                       |                                       |            |            |                      |                                            |                                          |           |         |         |               |               |       |  |  |
| Votes valides                         | Votes valides                         | 1 684 669  | 92,28      |                      | Votes valides                              | Votes valides                            | 1 600 319 | 87,66   |         |               |               |       |  |  |
| Votes blancs et nuls                  | Votes blancs et nuls                  | 140 944    | 7,72       | Votes blancs et nuls | Votes blancs et nuls                       | 225 294                                  | 12,34     |         |         |               |               |       |  |  |
| Total candidats                       | Total candidats                       | 1 825 613  | 100        | 1                    | Total partis                               | Total partis                             | 1 825 613 | 100     | -       | 50            | 18            | 51    |  |  |
| Abstentions                           | Abstentions                           | 1 742 796  | 48,84      |                      |                                            |                                          |           |         |         |               |               |       |  |  |
| Inscrits/Participation                | Inscrits/Participation                | 3 568 409  | 51,16      |                      |                                            |                                          |           |         |         |               |               |       |  |  |